# Deuxième Raid sur Banu Thalabah
Le Deuxième Raid sur Banu Thalabah se déroula en août, 627AD dans le 4e mois de, 6AH du calendrier Islamique, sous le commandement de Abu Ubaidah,
Le Premier Raid sur Banu Thalabah était un échec, et plusieurs des compagnons Mahomet furent embusqués et tués. Lorsque Mahomet, prit connaissance de cet incident, il dépêche immédiatement une armée de 40 soldats sous le commandement de Abu Ubaidah bin al-Jarrah en guise de représailles pour l’assassinat de ses compagnons. Cette armée arriva là à Dhu al-Qassah juste avant l’aube. Dès leur arrivée, ils s’attaquèrent aux habitants par surprise mais qui s’enfuirent très rapidement en direction des montagnes. Les Musulmans prirent leur bétail, vêtements et capturèrent un homme.  L’homme capturé se convertit à l’Islam et Mahomet le relâcha,.